# 天津市聋人学校
天津聋人学校，位于天津市河北区正义道，历史可以追溯至1928年天津市聋哑学校，隶属于天津市教育委员会。1956年，天津市政府正式接管聋哑学校，学校更名为天津市立聋哑学校。2005年9月，天津市教育委员会决定，该校与天津市第二聋哑学校、天津市第三聋哑学校合并组建天津市聋人学校。